# Jean Chocun
Jean Chocun, né le 13 décembre 1948 à Nantes (Loire-Atlantique), est un musicien français, membre fondateur du groupe nantais Tri Yann.

## Biographie
Jean Chocun commence la musique en jouant dans des orchestres de bals (Orchestre Guy-Alex, Les Flash's) en 1965. À partir de 1966, Jean Chocun se produit en Bretagne avec Jean-Paul Corbineau sous le nom « Les Classic's », interprétant des chansons folk, de Graeme Allwright et Hugues Aufray notamment.
En 1969, Jean-Louis Jossic les rejoint et ensemble ils fondent le groupe Tri Yann an Naoned, les « trois Jean de Nantes », avec une première représentation en décembre 1970. Il réalise les chœurs et joue de la guitare acoustique, mandoline, banjo, dulcimer, bouzouki ainsi que, jusqu'à l'arrivée dans le groupe de Jean-Luc Chevalier, de la guitare électrique. Administrateur, il se définit avec humour comme « mandoliniste-comptable » du fait de son implication dans la gestion de Tri Yann qui le sollicite autant que la scène ou les enregistrements. Avant de devenir artiste professionnel, il occupe un poste administratif d'adjoint au chef du personnel à la Transat, une compagnie maritime, qu'il quitte en janvier 1973, au risque de voir sa paye divisée par trois tout en étant père de jumelles.
Jean Chocun vit en Loire-Atlantique, où le groupe établit jusqu'en 2022 son propre studio d'enregistrement à Savenay. Jean Chocun reçoit la médaille d'honneur de la ville de Savenay en 2016.
En 1994, il est sollicité par le parc Astérix pour réaliser des musiques additionnelles destinées à être diffusées sur les ondes de Menhir FM, la radio du parc. L'enregistrement du CD donne naissance au groupe éphémère « Les Irréductibles » (Jean Chocun accompagné des musiciens Gérard Goron, Christophe Le Helley et Louis-Marie Séveno, qui font aussi partie de Tri Yann).
En janvier 2000, Jean Chocun, au même titre que Jean-Paul Corbineau et Jean-Louis Jossic, est nommé chevalier dans l'ordre des Arts et des Lettres. Le 26 septembre 2020 il reçoit, en même temps que ses deux amis, le collier de l'ordre de l'Hermine en récompense des cinquante années de carrière du groupe Tri Yann au service de la promotion et la sauvegarde de la musique bretonne.

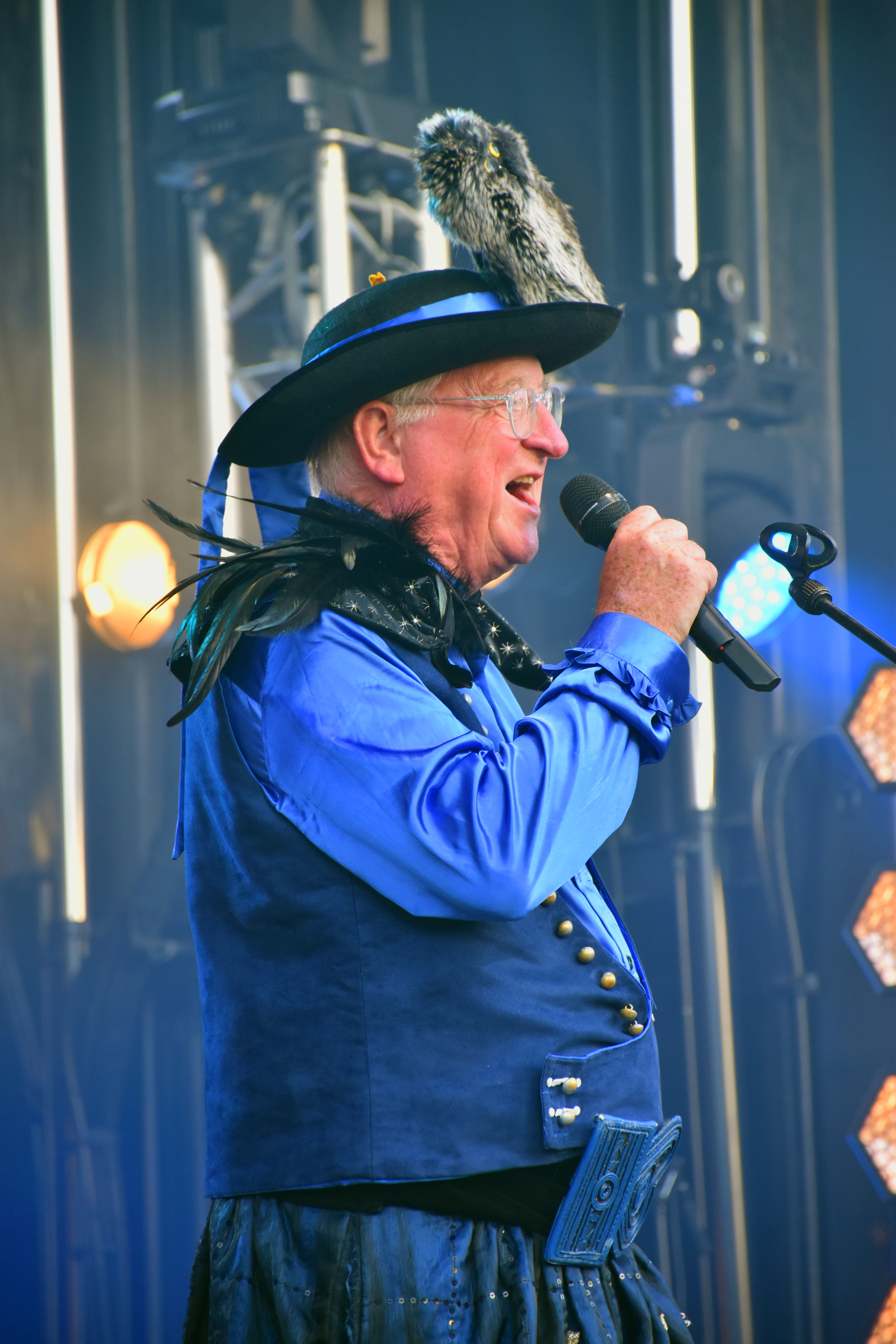
Nuits Salines (Batz-sur-Mer) en 2019.
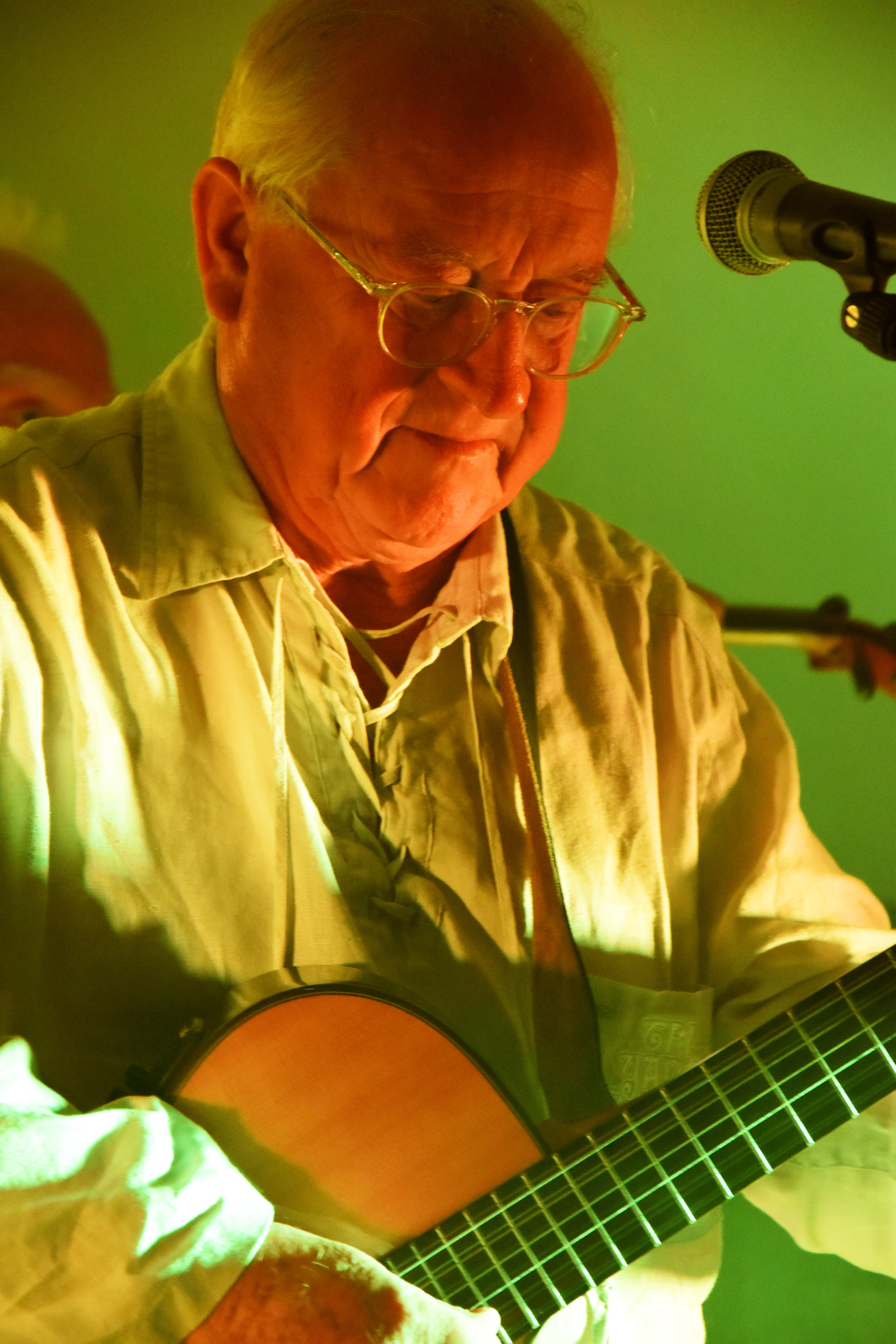
Paimpont en 2019.
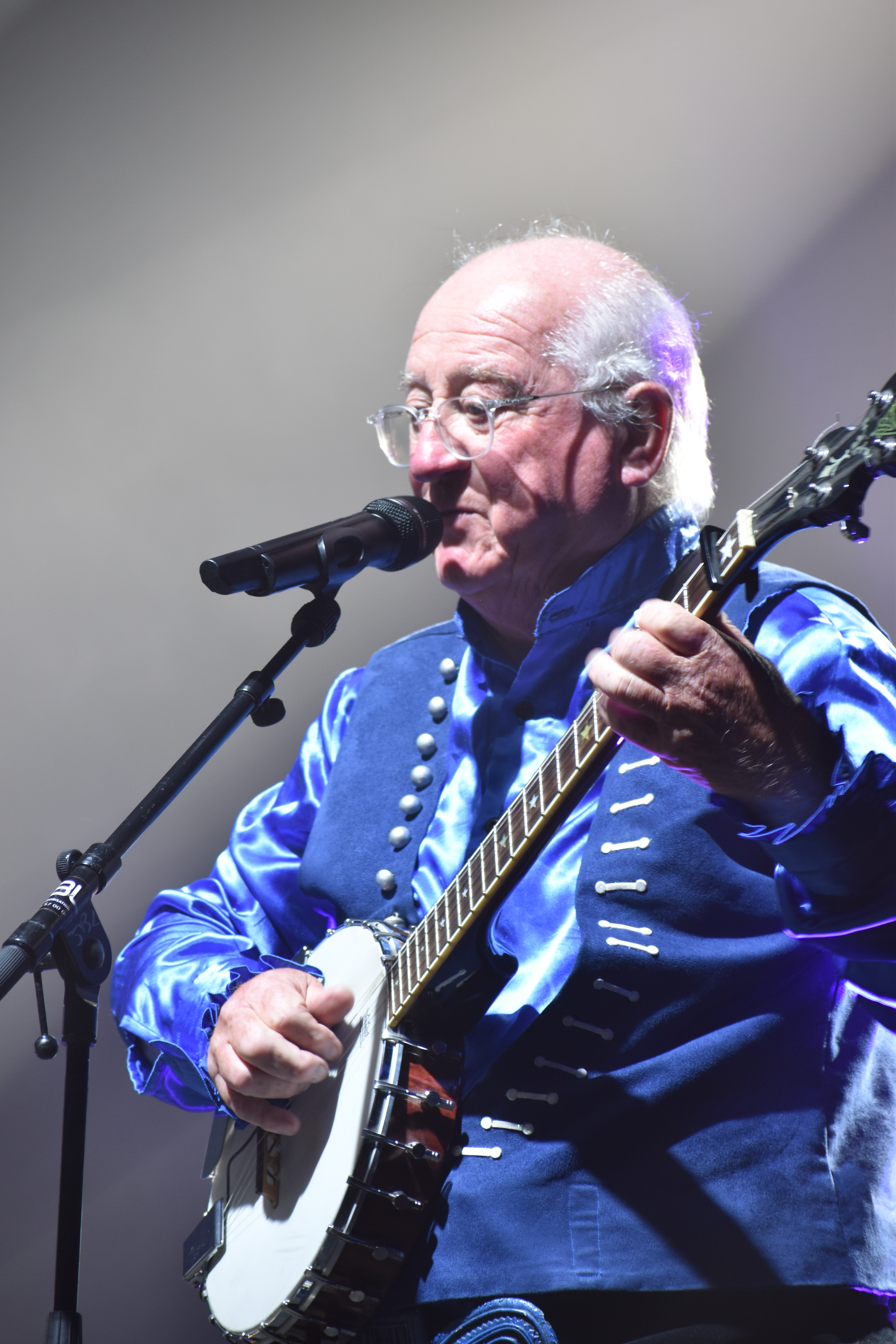
Brest le 13 septembre 2020.